# Bauschlotter Platte
Die Bauschlotter Platte ist eine ca. 80 km² große wasserarme Karsthochfläche aus triasischem Kalkgestein im nordwestlichen Enzkreis. Sie grenzt im Süden an die Hänge des Enztales in Pforzheim und im Norden an die Stadt Bretten.
Der Name stammt von dem Ort Bauschlott, welcher sich im Zentrum der Platte befindet.

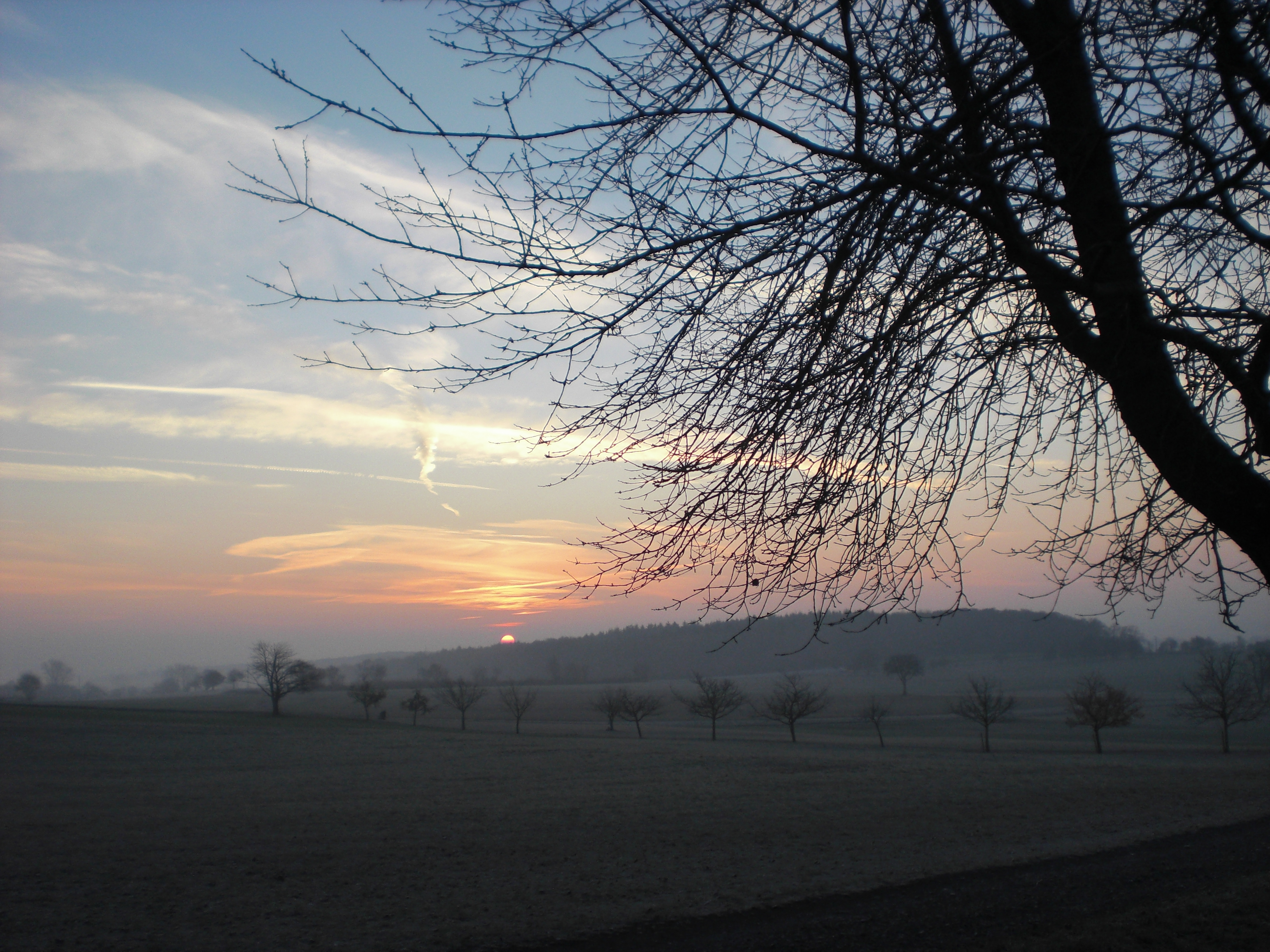
Blick über die Bauschlotter Platte vom Eisinger Loch nach Ost-Südost

## Naturraum
In der Systematik des Handbuchs der naturräumlichen Gliederung Deutschlands ist die Bauschlotter Platte als naturräumliche Teileinheit definiert:
- 12 Neckar- und Tauber-Gäuplatten
  - 125 Kraichgau
    - 125.3 Pfinzhügelland
      - 125.33 Bauschlotter Platte (= 125.24 auf dem älteren Blatt Karlsruhe)

Der nördlichste Punkt der Teileinheit liegt nördlich der Stadt Knittlingen; von hier verläuft die Grenze nach Südosten bis nördlich von Mühlacker und folgt dann dem Rand des Enztals bis nördlich von Pforzheim. Die westliche Grenze der Teileinheit folgt dem Rand der Täler des Kämpfelbachs und seiner Zuflüsse und verläuft ab dem Neulinger Ortsteil Nußbaum – Salzach und Weißach kreuzend – nach Nordnordosten Richtung Knittlingen.
Eine geologische Veröffentlichung sieht die Enz im Süden und Südosten als natürliche Grenze der Bauschlotter Platte; angrenzende Gebiete seien der Stromberg im Osten und die Buntsandsteinplatte um Langensteinbach und Auerbach westlich der Pfinz. Dabei gebe es Richtung Westen, Nordwesten und Norden keine morphologisch scharfe Grenze; die Bauschlotter Platte gehe hier in die Hügellandschaft des mittleren Kraichgaus über.
Im Handbuch der naturräumlichen Gliederung wird die Bauschlotter Platte charakterisiert als der Korngäutypus (122.41) im Pfinzhügelland, wobei dem übergeordneten Pfinzhügelland durch seine Randlage zum Schwarzwald eine gewisse Verwandtschaft zum Oberen Gäu (122.4) zugesprochen wird. Kaum von Tälern zerschnitten, herrschen auf der Bauschlotter Platte weiche Muldentalformen vor. Die größtenteils entwaldeten Hochflächen liegen zwischen 280 und 390 Meter über dem Meeresspiegel.

## Geologie
Der Untergrund der Bauschlotter Platte besteht aus Gesteinen des Oberen Muschelkalks und des Keupers. Der Muschelkalk besitzt den Hauptanteil am Aufbau des Untergrunds, er besteht aus Kalksteinen, Mergeln und Dolomiten und ist teilweise verkarstet, so dass Niederschlagswasser sehr rasch versickert und ins Grundwasser übergeht.

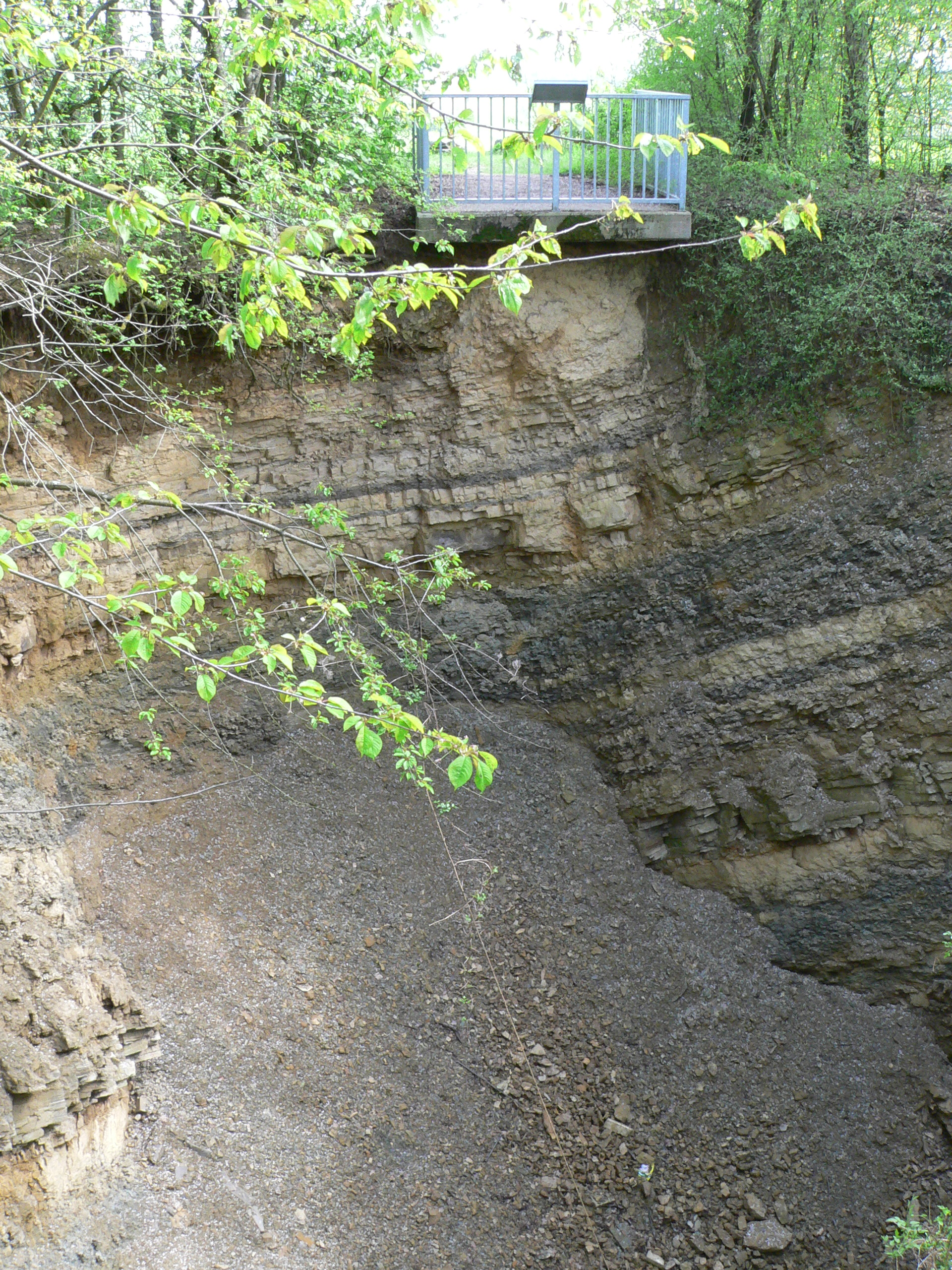
Neues Eisinger Loch

Zu den bekanntesten Geotopen der Bauschlotter Platte zählen das Alte und das Neue Eisinger Loch, zwei Trichterdolinen bei Eisingen, die an einer Verwerfung durch Auslaugung von Gips- und Steinsalzvorkommen im Mittleren Muschelkalk entstanden sind. Das Neue Eisinger Loch brach am 15. Dezember 1966 ein und erreichte bald darauf eine Tiefe von über 45 Meter bei einer Grundfläche von 14 mal 7 Meter.
Teil der Bauschlotter Platte ist die Katharinentaler Senke (auch Katharinentalerhof-Senke), mit 10,6 km² eines größten Gebiete Deutschlands ohne oberirdischen Abfluss. Die Senke entwässert überwiegend über das Fuchsloch, eine Schwinde östlich des Katharinentalerhofs. Eine weitere 3,1 km² große Karstwanne ohne oberirdischen Abfluss liegt im Bereich der Anschlussstelle Pforzheim-West der Bundesautobahn 8 und des dortigen Gewerbegebiets Wilferdinger Höhe; ihre natürliche Schwinde ist die Doline Enzenloch an ihrer tiefsten Stelle.
Bei überwiegend in den 1970er Jahren durchgeführten hydrogeologischen Färbeversuchen konnten Verbindungen zwischen Schwinden im Karstgebiet und mehreren Quellen nachgewiesen werden. Dabei zeigte sich, dass die Bauschlotter Platte eine ausgeprägte Abflussrichtung nach Norden hat, was dem Schichtfallen entspricht. Ein wichtiges Entwässerungselement ist der Enzbrunnen an der Salzach südlich von Bretten; unter der Quelle setzt sich der Grundwasserleiter nach Norden fort und speist den Schwallenbrunnen bei Bruchsal-Heidelsheim. Eindeutige Grundwasserscheiden lassen sich nicht festlegen, da sich an mehreren Punkten die Abflüsse aufgabeln und es Nebenabflussrichtungen nach Südwesten zum Kämpfelbach und damit zur Pfinz sowie nach Südosten zu Zuflüssen der Enz gibt. So trat Wasser aus dem Fuchsloch in der Katharinentaler Senke zuerst und überwiegend im 10 Kilometer entfernten Enzbrunnen aus; ein Nebenaustritt folgte in der knapp vier Kilometer entfernten Kämpfelbachquelle.
Durch teilweise starke eiszeitliche Ablagerungen von Lößsedimenten ist der Boden sehr fruchtbar, allerdings ist die Anzahl der Frost- und Eistage im Vergleich zum restlichen Kraichgau durch die Lage im Winkel zwischen Schwarzwald und Stromberg erhöht.

## Wasserwirtschaft
Die Gründung von Siedlungen wie Bauschlott, Göbrichen oder Kieselbronn erfolgte bei Quellen, die aus dem Unteren Keuper, meist oberhalb stauender Mergelschichten, austreten. Das Einzugsgebiet der Quellen war klein, die Schüttung gering, aber relativ konstant. Heute sind die Gemeinden meist an die Bodensee-Wasserversorgung angeschlossen.
Ein Teil der in den 1970er Jahren durchgeführten Färbeversuche diente dazu, mögliche Gefährdungen von Trinkwasserbrunnen zu erkunden. Das rund 72 km² große Wasserschutzgebiet Bretten, Bauschlotter Platte wurde im September 1992 ausgewiesen, um das Grundwasser in den Einzugsgebieten von Tiefbrunnen bei Bretten und Neulingen-Nußbaum vor Schadstoffen zu schützen. Das Wasserschutzgebiet umfasst zentrale Bereiche der Bauschlotter Platte sowie Flächen um die Stadt Bretten.
Mitte der 1990er Jahre wies die Stadt Pforzheim das Gewerbegebiet Hohenäcker aus, das südlich der Bundesautobahn 8 und innerhalb der Katharinentaler Senke liegt. Um Abwasser und belastetes Regenwasser von den Schwinden der Senke fernzuhalten, wurde 1999 der Obsthofstollen, ein rund 1000 Meter langer Abwasserstollen zum Einzugsgebiet der Enz, fertiggestellt. Die Ausweisung des Gewerbegebiets Buchbusch nördlich der Autobahn stieß um 2000 auf Proteste, wobei auf die landwirtschaftlich hochproduktiven Flächen und die Bedeutung der Katharinentaler Senke für die Naherholung und die Kaltluftproduktion verwiesen wurde. Zur Entwässerung des neuen Gewerbegebiets wurde ein Pumpwerk gebaut, das das Wasser zum Obsthofstollen hebt. 2012 wurde im Buchbusch ein Logistikzentrum von Amazon in Betrieb genommen.